# Polystichum harrisii
Polystichum harrisii är en träjonväxtart som beskrevs av William Ralph Maxon. Polystichum harrisii ingår i släktet Polystichum och familjen Dryopteridaceae. Inga underarter finns listade.